# Thomas Larsen
Thomas Christian Larsen, född 17 februari 1854, död 27 december 1944, var en dansk politiker.
Larsen, som ursprungligen var smed, var ledamot av Folketinget 1895-1909 och 1910-20, ledamot av Landstinget 1920-32 och minister för offentliga arbeten 1909 och 1910-13. Larsen var vänsterman och grundtvigian. Han insatser låg främst inom socialpolitikens område. I En Gennembrudstid (3 band, 1918-27) lämnade han en värdefull historisk skildring av sin hemorts, Vendsyssels andliga, politiska och ekonomiska utveckling under sista hälften av 1800-talet.

## Utmärkelser
- Kommendör av Dannebrogorden,  1911[1]
- Dannebrogsmännens hederstecken,  1927[1]

[Redigera Wikidata]